# Andrei Solodchi
Andrei Solodchi (ur. 14 grudnia 1985 w Kiszyniowie w Mołdawskiej SRR) – mołdawski piłkarz grający na pozycji prawego pomocnika. Od lipca 2011 gra w klubie FC Costuleni w Divizia Națională.